# Apatania chokaiensis
Apatania chokaiensis là một loài Trichoptera trong họ Apataniidae. Chúng phân bố ở miền Cổ bắc.